# Adolfo Dollero
Adolfo Dionigi Giacinto Giacomo Maria Dollero (Torino, 11 novembre 1872 – Città del Messico, 2 settembre 1936) è stato uno storico italiano naturalizzato messicano.
Adolfo Dollero, figlio di Tancredi Dollero ed Ernestina Cane, si è trasferito in America Latina alla fine del 1800 ed ha viaggiato in molti paesi. Dai suoi viaggi ha tratto diversi libri. 
Il 18 maggio 1898 a Città del Messico ha sposato Maria Luisa Paoletti, contessa di Rodoretto. Assieme all'ingegnere Cesare Novi nel 1901 ha fondato, a Città del Messico, la società Dante Alighieri.
Dollero è sepolto al Panteon de Dolores nel Cemeterio Italiano di Città del Messico.

## Opere
- México al día (impresiones y notas de viaje), 1911, publisher Paris/México, Librería de la Viuda de C Bouret, 972 pagine, con immagini
- Il Messico d’oggi, 1914, Milano, Hoepli ed, 909 pagine, con 300 illustrazioni, 20 tavole e una carta itineraria
- ¿El problema social ha sido ó no el móvil de las últimas revoluciones mexicanas?, 1915, en: La Reforma Social, La Habana, Tomo IV, abril a julio de 1915, pp 412–423
- Consideraciones sobre la guerra europea, 1915, en: La Reforma Social, La Habana, Tomo V, agosto a noviembre de 1915, pp 29–47
- Cultura Cubana/Cuban Culture, 1916, Habana, Imprenta “El Siglo XX”, 478 pagine, bilingue: spagnolo e inglese, con numerose immagini
- Las simpatias de Cuba por Italia (Con motivo de la reimpresión del folleto del Dr Fernando Ortiz, “Los Mambises Italianos”), 1917, in: Revista Bimestre Cubana, Vol XII, Septiembre-Octubre 1917, Núm5, pp 327–331, e successivamente, come Proemio, in: Italia y Cuba, 1917, di Fernando Ortiz, pp 3–6
- Cultura Cubana (La provincia de Matanzas y su evolución), 1919, Habana, Imp Seoane y Fernández, 438 pagine
- Cultura Cubana Evolución de la provincia de Matanzas Suplemento, 1919, 32 pagine
- Ideas e Ideales (Revista mensual de propaganda y defensa de la causa aliada), 1919, La Habana, diretta da Adolfo Dollero; pubblicati solo 7 numeri: junio-diciembre 1919
- Cultura Cubana (La provincia de Pinar del Río y su evolución), 1921, Habana, Imp Seoane y Fernández, 436 pagine
- Cultura Cubana Evolución de la provincia de Pinar del Río Suplemento, 1921
- Cultura Colombiana Apuntaciones sobre el movimiento intelectual de Colombia, desde la Conquista hasta la época actual, 1930, Bogotá, editorial Cromos
- Cultura de Venezuela Apuntaciones sobre la evolución de la cultura desde la Conquista Excursiones, 1933, Caracas, Tipografía Americana, 2 volumi
- Cultura de Venezuela Apéndice, 1933
- Italia y los italianos en la historia y en la cultura de Venezuela, stampatore e anno sconosciuti
- Las glorias de Italia en la civilización del mundo, inedito, coautore: Manuel Dollero